# 松井田町横川
松井田町横川（まついだまちよこかわ）は、群馬県安中市の地名。旧碓氷郡松井田町大字横川にあたる地名である。郵便番号は379-0301。

## 地理
妙義山のふもとであり、緑豊か。廃線になった信越本線横川運転区の敷地を生かし、碓氷峠鉄道文化むらがある。また、碓氷バイパスの分岐点でもある。
地区内には高さ約40メートルの麻苧（あさお）の滝があり、その近くに麻苧の滝自然公園が整備されている（公園の駐車場から滝まで徒歩で10分程度である）。麻苧の滝の周辺は山岳信仰の修験場となっていた場所で石仏や七福神像などがある。

### 河川
- 霧積川

## 歴史

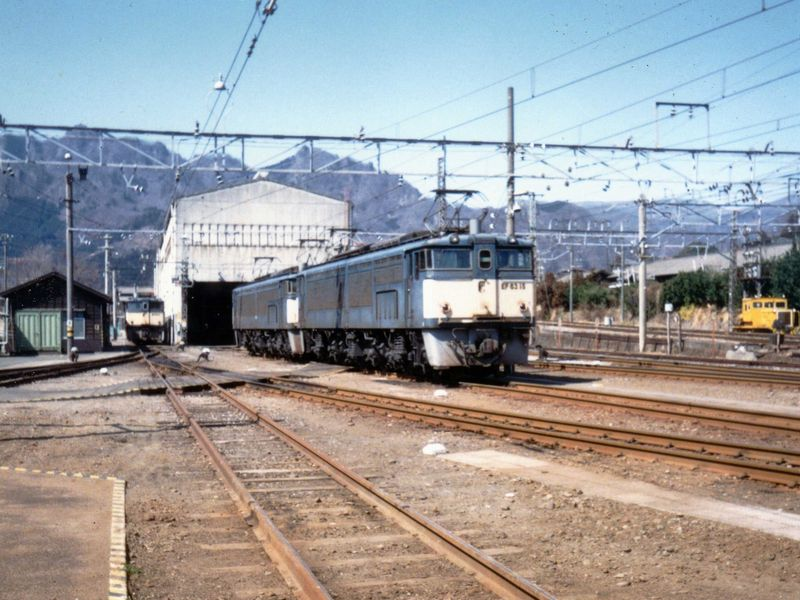
横川運転区（1988年頃）

江戸時代から安中藩領であった。1623年に碓氷関所が設置され交通の要所となり村が発展していった。

### 年表
横川村時代
- 1885年10月15日 官設鉄道により高崎駅 - 横川駅間開業に伴い、横川駅が開業する[7][8]。

臼井町時代
- 1889年 町村制施行により横川村は五料村と合併して碓氷郡臼井村が成立する。
- 1893年4月1日 官設鉄道により横川駅 - 軽井沢駅間が開業する[9]。

松井田町時代
- 1954年 松井田町、臼井町、坂本町、西横野村、九十九村、細野村の6町村が合併して新たに碓氷郡松井田町横川となる。
- 1997年10月1日 同町の横川駅から長野県軽井沢町の軽井沢駅まで11.2kmの信越本線が北陸新幹線の先行開業によって廃止される。
- 1999年4月18日 同町の横川運転区跡地に碓氷峠鉄道文化むらが開業する。

安中市時代
- 2006年3月18日 松井田町が安中市と合併し、安中市松井田町横川となる。

### 地名の由来
碓氷川支流の霧積川が横断していることから名付けられた。

## 世帯数と人口
2017年（平成29年）7月31日現在の世帯数と人口は以下の通りである。
| 町丁         | 世帯数  | 人口  |
| ------------ | ------- | ----- |
| 松井田町横川 | 240世帯 | 522人 |

## 教育
市立小・中学校に通う場合、学区は以下の通りとなる。
| 番地 | 小学校               | 中学校               |
| ---- | -------------------- | -------------------- |
| 全域 | 安中市立松井田小学校 | 安中市立松井田中学校 |

## 交通

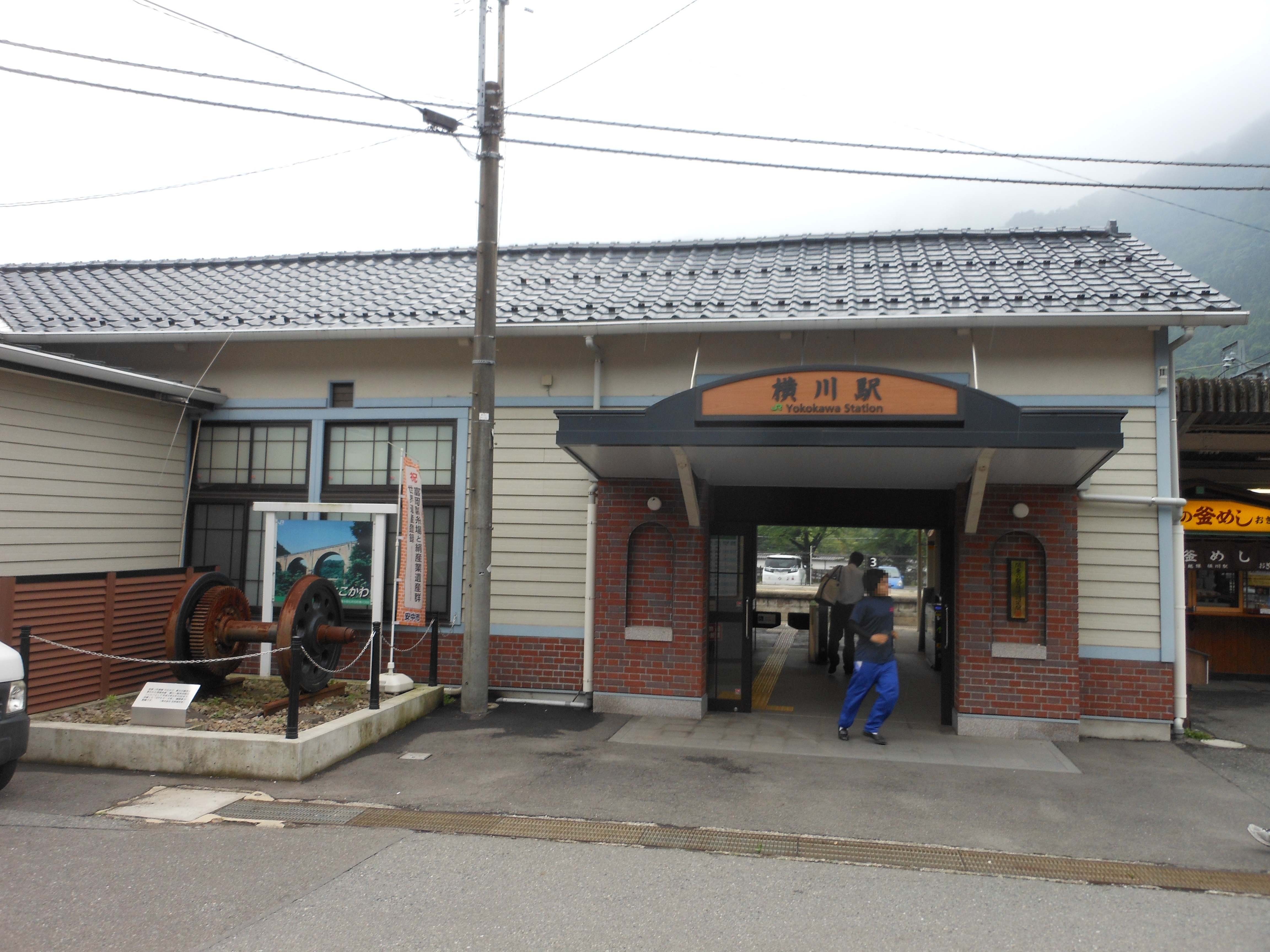
横川駅

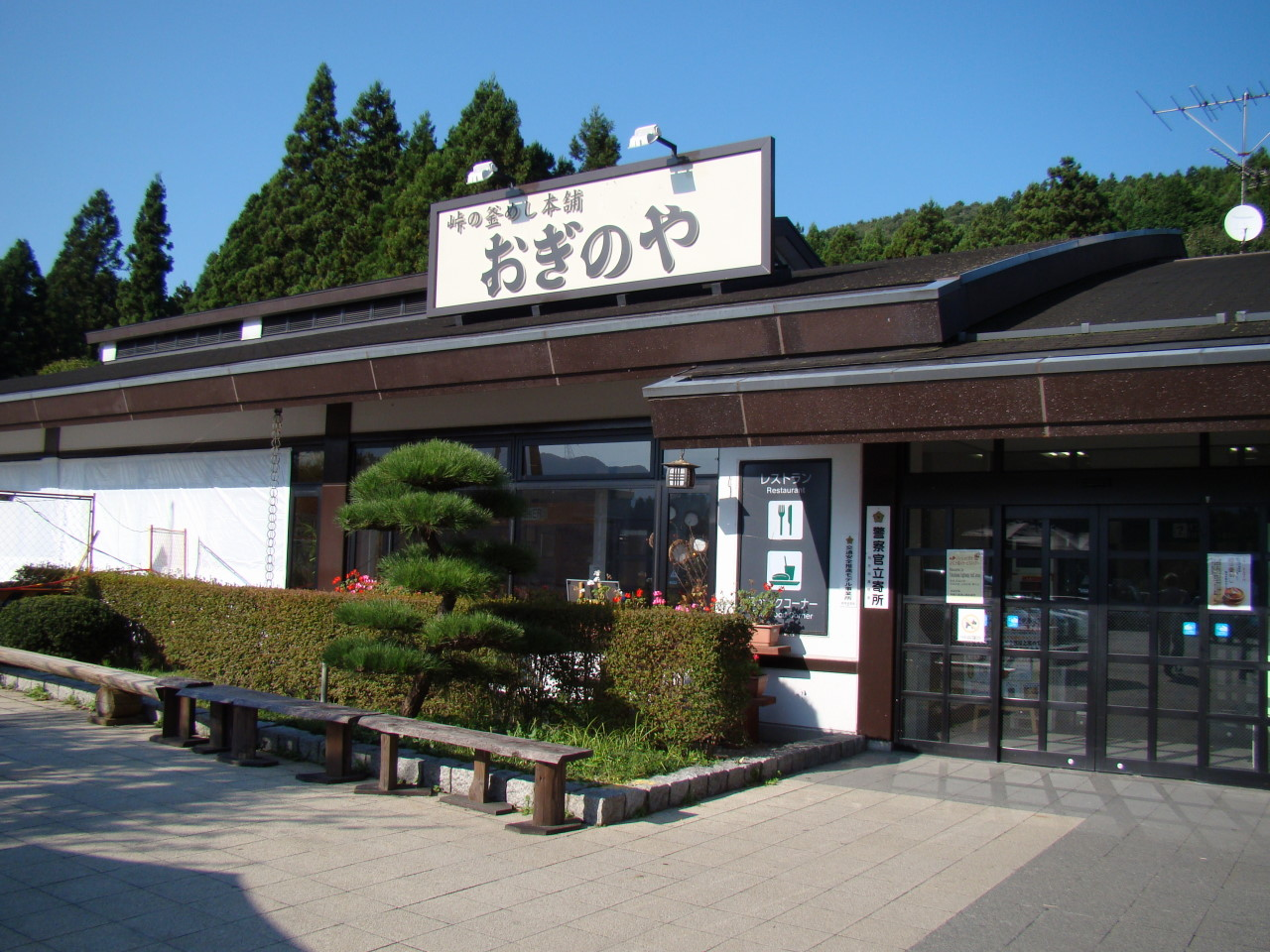
横川SA 上り

### 鉄道
JR東日本信越本線の横川駅がある。この駅は、群馬県側の信越本線の終点である。
碓氷峠鉄道文化むらから 観光用の路線ではあるが、峠の湯までシェルパくんというトロッコが走っている。

### バス
ジェイアールバス関東碓氷線が、廃線になった信越本線横川～軽井沢区間の代替輸送として町内の横川駅から軽井沢駅まで運行している。

### 道路
町の中央に上信越自動車道があり、横川SAがある。
国道は国道18号が通っており、碓氷バイパスとの分岐点もある。県道は群馬県道・長野県道92号松井田軽井沢線、群馬県道222号横川停車場線、群馬県道224号小根山森林公園線が通過。

## 施設

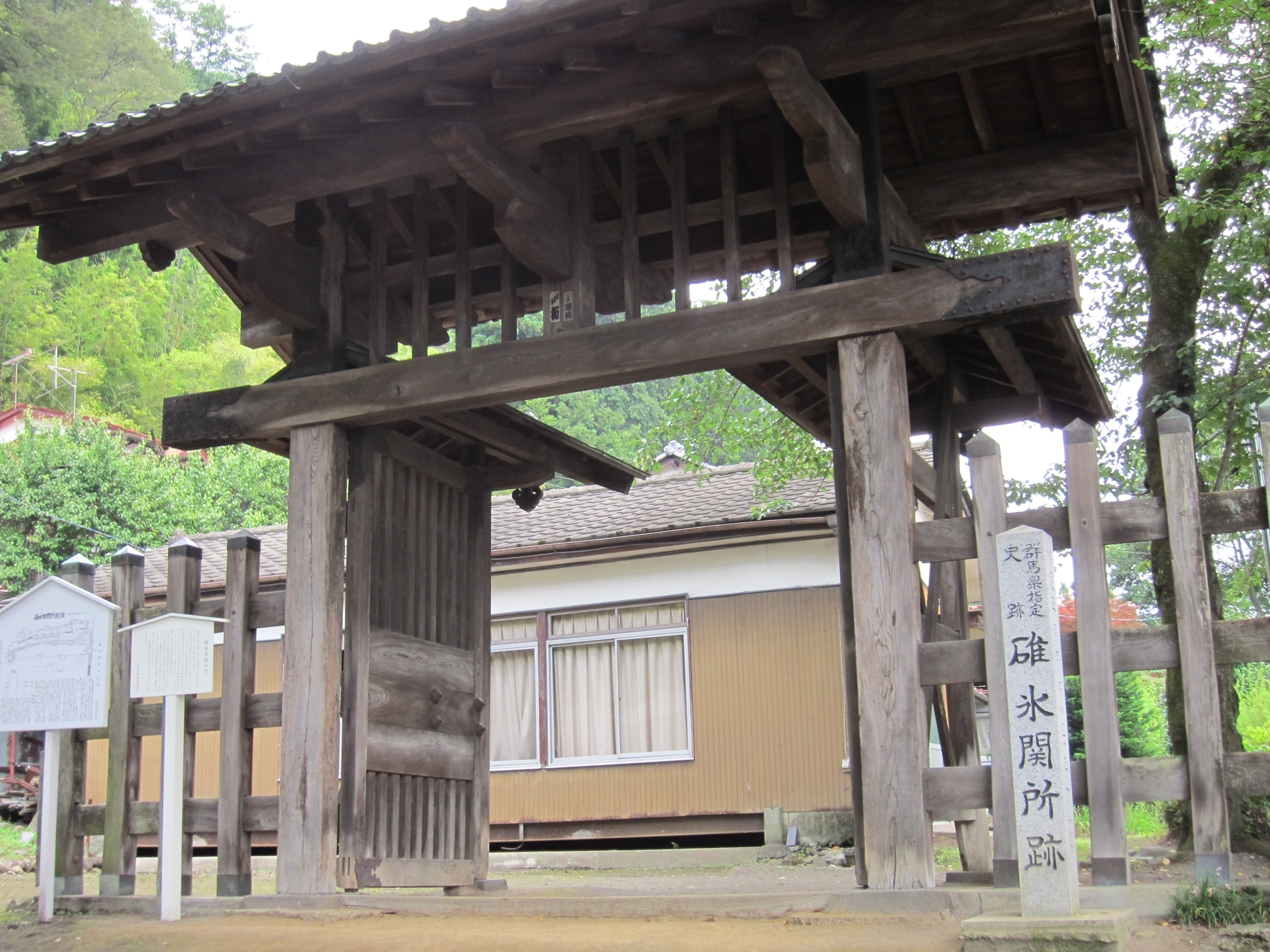
碓氷関所跡

- 碓氷峠鉄道文化むら
- 碓氷関所跡
- 群馬県警察安中警察署横川駐在所
- 麻苧の滝
- 小根山森林公園
- 荻野屋本店・横川店

## 避難所
指定緊急避難場所
- 麻苧茶屋 (土砂災害時の避難には注意が必要とされている。)[11]
- おぎのやドライブイン 東側駐車場

指定避難所
- 碓氷峠鉄道文化むら [12]